# Палокоржная
Палокоржная — река в России, протекает по территории Летнереченского сельского поселения Беломорского района Республики Карелии. Длина реки — 14 км.
Река берёт начало из болота без названия на высоте выше 53,0 м над уровнем моря.
Течёт преимущественно в северо-западном направлении по заболоченной местности.
Река в общей сложности имеет семь притоков суммарной длиной 17 км.
Втекает на высоте 47,2 м в реку Нижний Выг.
Населённые пункты на реке отсутствуют.
Код объекта в государственном водном реестре — 02020001312202000006878.